# Frédéric Antonetti
Frédéric Antonetti (ur. 19 sierpnia 1961) – francuski piłkarz i trener piłkarski. Trener RC Strasbourg.

## Statystyki

### Jako menadżer
Aktualne na dzień 29 sierpnia 2009
| Drużyna          | Kraj    | Od   | Do   | Statystyki | Statystyki | Statystyki | Statystyki | Statystyki | Statystyki | Statystyki | Statystyki |
| Drużyna          | Kraj    | Od   | Do   | M          | W          | R          | P          | Zwy %      | G+         | G−         | +/−        |
| ---------------- | ------- | ---- | ---- | ---------- | ---------- | ---------- | ---------- | ---------- | ---------- | ---------- | ---------- |
| SC Bastia        | Francja | 1994 | 1998 |            |            |            |            |            |            |            |            |
| Gamba Osaka      | Japonia | 1998 | 1999 | 17         | 5          | 12         | 0          | 29.41      |            |            |            |
| SC Bastia        | Francja | 1999 | 2001 |            |            |            |            |            |            |            |            |
| AS Saint-Étienne | Francja | 2001 | 2004 |            |            |            |            |            |            |            |            |
| OGC Nice         | Francja | 2004 | 2009 | 150        | 56         | 49         | 45         | 37.33      | 156        | 144        | +12        |
| Stade Rennais    | Francja | 2009 | 2013 |            |            |            |            |            |            |            |            |
| Ogólnie          |         |      |      |            |            |            |            |            |            |            |            |